# Zastava tapacirnica Kragujevac
Zastava tapacirnica Kragujevac (code BELEX : ZTPC) est une entreprise serbe qui a son siège social à Kragujevac. Elle travaille dans le secteur de la construction automobile.

## Historique
Zastava tapacirnica Kragujevac a été admise au marché non régulé de la Bourse de Belgrade le 7 mars 2007.

## Activités
Zastava tapacirnica Kragujevac fabrique des pièces et des accessoires pour les automobiles, notamment des sièges auto.

## Données boursières
Le 28 mars 2013, l'action de Zastava tapacirnica Kragujevac valait 5 000 RSD (44,58 EUR). Elle a connu son cours le plus élevé, soit 7 400 RSD (65,98 EUR), le 1er juillet 2008 et son cours le plus bas, soit 1 074 RSD (9,57 EUR), le 22 mai 2007.
Le capital de Zastava tapacirnica Kragujevac est détenu à hauteur de 88,26 % par des entités juridiques, dont 78,89 % NTU ENA d.o.o..